# Малбери Гроув (Илиноис)
Малбери Гроув (енгл. Mulberry Grove) град је у америчкој савезној држави Илиноис.

## Демографија
По попису из 2010. године број становника је 634, што је 37 (-5,5%) становника мање него 2000. године.
| Група             | 2000.       | 2010.       |
| Белци             | 646 (96,3%) | 586 (92,4%) |
| Афроамериканци    | 13 (1,9%)   | 30 (4,7%)   |
| Азијати           | 0 (0,0%)    | 0 (0,0%)    |
| Хиспаноамериканци | 3 (0,4%)    | 10 (1,6%)   |
| Укупно            | 671         | 634         |